# Velké Opatovice
Velké Opatovice település Csehországban, a Blanskói járásban. Velké Opatovice Jevíčko, Borotín, Cetkovice, Uhřice, Vanovice, Bělá u Jevíčka, Letovice, Horní Smržov, Roubanina, Malá Roudka és Slatina településekkel határos. Lakosainak száma 3480 fő (2024. január 1.).

## Népesség
A település lakosságának változását az alábbi diagram mutatja:
| Lakosok száma | 2197 | 2292 | 2498 | 1998 | 4271 | 4192 | 3760 | 3685 | 3536 | 3480 |
|               | 1869 | 1890 | 1921 | 1950 | 1980 | 2001 | 2017 | 2019 | 2022 | 2024 |